# Cinemateca Boliviana
La Cinemateca Boliviana es una institución boliviana destinada a la recuperación, investigación, conservación del Cine boliviano y su difusión. Está ubicada en la ciudad de La Paz, a una altitud de 3548 m s. n. m.

## Historia
A mediados de los años 40, la UNESCO plantea la necesidad de salvaguardar el material cinematográfico a través de un llamado de urgencia a todos sus países miembros, razón por la cual se empezaron a crear en todo el mundo archivos especializados entre los cuales la Cinemateca Francesa es una de las pioneras. 
En Bolivia las primeras iniciativas fueron tomadas en el año de 1958 por Marcos Kavlin con un artículo aparecido en la revista Khana, y luego en los años 70 por Luis Espinal y Alfonso Gumucio. Ambos planteaban la formación de una institución que preserve el patrimonio fílmico boliviano.
Esta propuesta fue desoída durante años, pero se concretó el 12 de julio de 1976 con la creación de la fundación ”Cinemateca Boliviana”.
El nacimiento de esta institución fue posible gracias al trabajo conjunto de la directora del departamento de Espectáculos de la alcaldía de La Paz, Sra. Amalia D. Gallardo, y del entonces alcalde Mario Mercado, quienes compartían un interés marcado por el cine. 
En efecto Mario Mercado era dueño de la productora nacional Proinca. Este proyecto contó entre otras con la colaboración del cine 16 de Julio, del Centro de Orientación Cinematográfica y de Renzo Cotta. 
El primer lugar en albergar a la Cinemateca Boliviana fue la Casa de la Cultura donde les permitían el uso del salón “Modesta Sanjinés” para la proyección de las películas una vez por semana, además de proporcionarles depósitos para el almacenamiento de las cintas. La primera película del archivo fue Laredo de Bolivia (1958), y las primeras en exhibirse fueron Carnaval Paceño (1926) y Posesión del Presidente Hernando Siles (1926). Los dos primeros años permitieron a la institución de darse a conocer dedicándose principalmente a la difusión de películas. No fue sino hasta agosto de 1978, con el traslado a un nuevo local, que se consolidaron institucionalmente y comenzaron a desarrollarse las tareas de archivo. 
Este local perteneciente a la Compañía de Jesús era un cine ya existente: el cine San Calixto. Ubicado en la calle Indaburo y Pichincha, el lugar cumplía con las condiciones básicas al funcionamiento de la Cinemateca, sin embargo tenía algunas deficiencias como la comodidad de las butacas o el tamaño de la pantalla que influían sensiblemente en la asistencia del público, lo cual puso en riesgo económicamente a la institución. Los problemas económicos fueron subsanados al principio gracias a donaciones esporádicas de instituciones privadas, hasta que el prestigio logrado determinó un aumento de la asistencia y permitió a la Cinemateca autosustentarse. 
Por Ley de Cine promulgada mediante decreto de ley el 27 de junio de 1978 llevaría entonces el título de Archivo Nacional del Cine y por decreto Supremo del 11 de julio de 1979 llevaría el título de Repositorio Nacional de Imágenes en Movimiento.
Este prestigio tuvo dos fuentes: la seriedad con que se llevó a cabo sus diversas tareas y la colaboración de instituciones extranjeras vinculadas con el cine. Cabe señalar el gran apoyo de la Cinemateca Argentina que conllevó en abril de 1980 a la inclusión de la Cinemateca Boliviana en la FIAF.
Debido a su estatuto legal de “Fundación Privada sin Fines de Lucro”, fue liberada del pago de impuestos sobre espectáculos por resolución municipal del 8 de marzo de 1982.
Las actividades de la Cinemateca se diversificaron, dando lugar a la edición de documentos especializados tales como folletos, boletines, reseñas, etc. además de proyecciones en diversos lugares del país, por ejemplo Cochabamba, Oruro, Tupiza, Santa Cruz de la Sierra, Sucre y Huanuni.
Además contribuyó a la elaboración de leyes relativas al ámbito cinematográfico, como la ley de derechos de autor, la ley de depósito legal y principalmente la ley del cine. 

### Ley del Cine
La Ley del Cine que fue uno de los mayores logros de la Cinemateca, tiene por objetivos:
- Ordenar y regular el mercado audiovisual en general.
- Establecer una serie de medidas legales para fomentar el cine y vídeo bolivianos, el dinero generado por el cine se reinvertirá en el cine.
- Incluir en planes de estudio la enseñanza audiovisual.
- Resguardar la tradición y patrimonio audiovisual.

## Funciones

### Objetivos
Objetivos Institucionales:

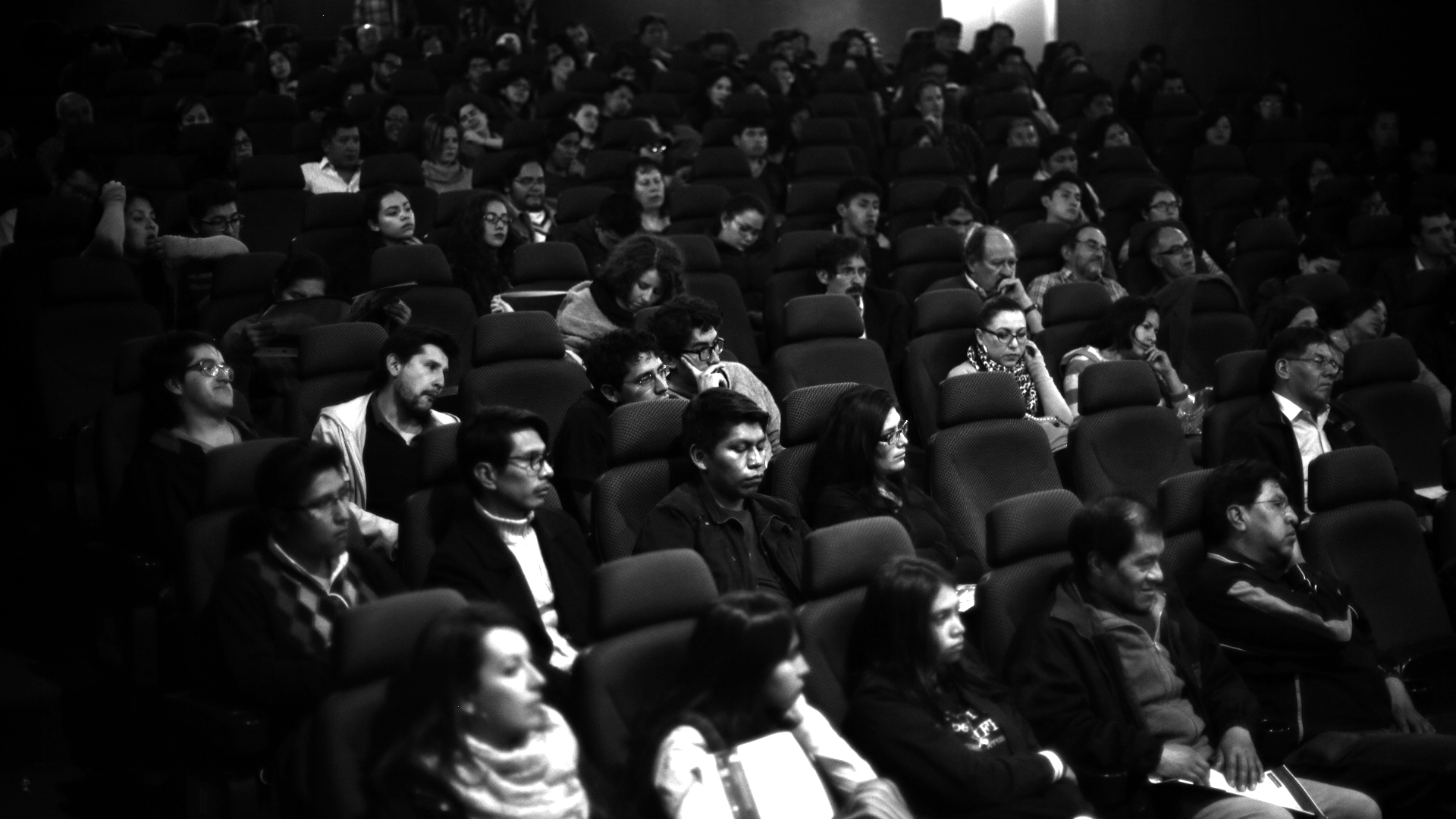
Público en 2016

- Variar sus campos de acción con el fin de presentar toda la documentación posible y ampliar los servicios brindados a la población.
- Contactar y mantener relaciones con otros organismos del ámbito cinematográfico a nivel internacional, a fin de enriquecer su experiencia y aumentar su prestigio internacional.
- Mejorar la estructura interna en el afán de formar un organismo serio y competitivo.
- Lograr mantener una economía estable a través del autofinanciamiento, situación que le permitirá ejercer sus actividades con más libertad y cumplir eficientemente sus tareas.

Objetivos con la sociedad:
- Recuperación, conservación y difusión del cine boliviano y del mejor cine universal de todos los tiempos.
- Formación del gusto del espectador por un cine de alta calidad, comprensión del valor estético y cultural del cine, concientización de que el cine debe ser preservado.
- Educar a la población con la exhibición de buenas películas, para mejorar su formación cultural, histórica y científica.

### Archivo y Documentación
La Cinemateca boliviana tiene por tareas esenciales la preservación y el almacenamiento de películas. Esta tarea presenta serias dificultades debidas principalmente a las características físico-químicas de las cintas: se necesitan ambientes vastos y sobre todo con condiciones específicas de temperatura, humedad, etc. que varían según el tipo de película, ya sean a base de nitrato o de acetato, a blanco y negro o a color. Muchas películas de cine mudo boliviano se destruyeron por no estar almacenadas en lugares adecuados, por ejemplo la casi totalidad de las películas producidas por el centro cinematográfico en los años 50, en la época de mayor producción de cine boliviano. 
Sin embargo, la tarea de archivo de la Cinemateca no se limita a las películas, sino más bien se extiende a todo material cinematográfico. Esto comprende libros especializados, folletos, recortes de prensa, catálogos, afiches, revistas, fotos y diapositivas, todos debidamente catalogados y organizado en salas específicas.
Lastimosamente, todo el material recolectado no puede ser expuesto al público de manera óptima debido a las restricciones de las salas. A pesar de esto, unos 2.700 estudiantes e investigadores solicitan información especializada anualmente, situación que nos muestra el rol importante de la Cinemateca para/con la sociedad. 
Durante los primeros años se hicieron mejoras en los ambientes disponibles para obtener las condiciones requeridas. El actual local que durante la primera década bastó ampliamente a las necesidades de la Cinemateca se mostró insuficiente en el periodo posterior.

### Difusión
Cumpliendo con sus objetivos sociales la Cinemateca se encarga de seleccionar y difundir películas cuyo contenido pueda ser relevante por diversos aspectos, entre los cuales podemos señalar los valores estéticos, la tendencia sociológica, la problemática establecida, etc. De esta forma, se busca formar el gusto de la gente por un cine de alta calidad, y sobre todo una mejor comprensión del lenguaje audiovisual. También se busca que la gente tome conciencia de la importancia de la preservación del cine. 
Para cumplir con su tarea de difusión, la Cinemateca proyecta películas agrupadas en ciclos, los cuales pueden tener diferentes puntos de enfoque, ya sea por director, género, escuela, tema, etc. El material proyectado proviene sobre todo de su archivo, pero también cuentan con la colaboración de instituciones extranjeras, embajadas y otros organismos culturales.

### Evolución de la Cinemateca
Durante una primera etapa el trabajo de acopio se vio postergado en favor del desarrollo institucional. Esto es reflejado por las cifras de la primera columna que son bastante reducidas. Una vez el organismo consolidado se pudo expandir el trabajo de archivo, llegando a desarrollar sus diversas secciones de una manera sorprendente. Por otra parte podemos ver la creación de una nueva área de archivo: una videoteca, y el establecimiento de la biblioteca y la hemeroteca. 
Desde 1991, el trabajo de archivo fue llevado a cabo de manera que continúa llegando casi a duplicar, en 7 años, el número de documentos de todas sus secciones, situación que acarreó distintos problemas, principalmente el de la falta de espacio debido al importante volumen de los rollos, o la dificultad de organizar tal cantidad de material recolectado.

## Estructura Orgánica
La estructura orgánica de la Cinemateca fue evolucionando a medida que la institución cobraba importancia. 
Se pasó de una estructura centralizada a la creación de dos departamentos independientes: 
- Departamento de Difusión.- a cargo de organizar los ciclos de películas, la impresión de folletos, los contactos con otras instituciones y las actividades paralelas como los cursillos.
- Departamento de Archivo y Documentación.- que organiza la filmoteca y otras secciones de archivo además de establecer y mantener los contactos con instituciones colegas.

Esta separación se debe a los consejos obtenidos en los congresos, simposios, exposiciones y demás eventos en los que la Cinemateca estuvo presente. De esta forma se logra desarrollar de manera más eficiente las actividades además de una mejor administración de cada uno de los departamentos. Este cambio se hizo más urgente con la importancia adquirida por la Cinemateca a través de los años, ya que una sola persona no podría hacerse cargo detodas las actividades abarcadas.

## La Actual Cinemateca

### Descripción
La nueva Cinemateca está ubicada en la calle Capitán Ravelo y Rosendo Gutiérrez en el barrio de San Jorge de la ciudad de La Paz. Se extiende sobre una superficie de 4.100 metros cuadrados de superficie repartidos en tres niveles más el área destinada al estacionamiento.

### Áreas de Trabajo
Exhibición:
- 3 salas de exhibición pública funcionando en modo simultáneo:
  - Amalia Gallardo.- Con 195 butacas.
  - Oscar Soria Gamarra.- Con 99 butacas.
  - José María Velasco.- Con 45 butacas.
- Sala de proyección privada para 20 espectadores.
- Hall de exposiciones dividido en dos sectores, una exposición permanente de la Historia del Cine Boliviano y muestras itinerantes de carteles de cine, fotografías, artes plásticas, etc.

Investigación:
- Biblioteca- Hemeroteca.
- Sala de Lectura.
- Videoteca.

Formación:
- 2 salas de conferencias transformables en un mini-estudio de filmación para fines pedagógicos.
- 2 aulas de taller de trabajo para cursos de lectura crítica, apreciación.

Preservación:
Un bloque con ambientes especiales diseñados de acuerdo a las normas técnicas establecidas por la Federación Internacional de Archivos Fílmicos (FIAF) para la preservación de: 
- Películas en base nitrato, en base acetato color y en base acetato blanco y negro.
- Videos.
- Afiches, fotografías, recortes, grabaciones de audio.

Catalogación
Clasificación
Restauración
Servicios:
- Cafetería.
- Librería especializada.
- Aulas:
  - Renzo Cotta.- Con capacidad para 50 personas, espacio dirigido a la realización de seminarios, presentación de libros, vino de honor, reuniones ejecutivas.
  - Luis Bazoberry.- Con capacidad para 150 personas, espacio dirigido a conferencias de prensa, presentaciones de productos, teatro.
  - Mario Mercado.- Con capacidad para 100 personas, espacio dirigido a exhibiciones artísticas y eventos sociales.